# آلن دو شانگی
آلن کارپنتی دو شانگی (فرانسوی: Alain Carpentier de Changy‎؛ زادهٔ ۵ فوریهٔ ۱۹۲۲ در بروکسل، درگذشتهٔ ۵ اوت ۱۹۹۴ در ایتربیئک) رانندهٔ مسابقات اتومبیل‌رانی فرمول یک اهل بلژیک بود که در فصل ۱۹۵۹ در مجموع در یک گراند پری شرکت کرد، اما موفق به کسب هیچ امتیازی نشد.
دو شانگی در ۵ اوت ۱۹۹۴ در ایتربیئک درگذشت.